# Výtrusenky
Výtrusenky (Myxozoa), nazývané také rybomorky jsou mikroskopičtí parazité ryb a kroužkovců. V roce 2007 byl publikován první objev výtrusenky (nový druh Soricimyxum fegati) parazitující v rejskovi obecném. Díky parazitickému životu u nich došlo k radikálnímu zmenšení a zjednodušení těla až do jednobuněčných forem, a proto byly donedávna považovány za prvoky (a stále jsou tak mnohdy prezentovány i dnes). Jedná se však o skupinu patřící k mnohobuněčným živočichům kmene žahavců. Předpokládá se, že mají společného předka s medúzovitými žahavci, protože mají některé podobné struktury (popis níže) a protože polypová stadia některých medúz jsou také parazitická.
Myxozoa tvoří přibližně 1200 popsaných druhů, které parazitují v pojivové tkáni a svalech bezobratlých a ryb. V hostiteli vytvářejí mnohojaderná syncytia. Některá jádra (germinální) se dělí a stanou se základem buněk, ze kterých vzniknou spory, které se potravou přenášejí do dalšího hostitele. V tkáních a buňkách hostitele se spory zachycují pomocí jednoho či několika pólových vláken, která se vymrští z pólových váčků. Pólové váčky (polaroplasty) s vlákny jsou považovány za nematocysty. Buňky, jejichž součástí jsou tyto nematocysty, se nazývají nematocyty. Spory jsou mnohobuněčné a tvoří je:
- nematocyty
- jedna nebo dvě buňky, které se stanou základem nového, parazitického syncytia
- dvě buňky tvořící obal spor.

Mezi buňkami byla zjištěna extracelulární matrix s kolagenem (tzn. znak mnohobuněčných). Rod Buddenbrockia má v určitých fázích ontogeneze tetramerní symetrii. Rybomorka (Myxobolus) napadá svaly a tvoří boule na těle ryb.

## Vývoj názorů na fylogenetické postavení
Dlouho byly výtrusenky řazeny do protistů (respektive prvoků), tedy jednobuněčných organismů blízkých živočichům, a to zpravidla do společného taxonu s hmyzomorkami. Po objevu vícebuněčných stadií se začalo uvažovat o zařazení do Metazoa. Teprve v 90. letech 20. století molekulární analýzy ribosomálních nukleových kyselin potvrdily, že se skutečně jedná o druhotně zjednodušené mnohobuněčné živočichy, nadále se však spekulovalo o přesném postavení.
Výsledky některých studií, které je posouvaly ke dvoustranně souměrným živočichům (Bilateria), nebyly potvrzeny (molekulární analýzy byly ovlivněny znečištěním pocházejícím z genomu jiných živočichů; morfologická dvoustranná symetrie výtrusenky Buddenbrockia se nakonec ukázala čtyřčetnou).
Fylogenetické studie dlouho naznačovaly a v roce 2015 snad dostatečně prokázaly, že výtrusenky patří do žahavců a odvětvují se na bázi podkmene Medusozoa. Jejich sesterskou skupinou jsou kaviárovky (monotypická skupina s jediným zástupcem, parazitickým nezmarem jeseteřím), přestože se zpočátku objevovaly kritické hlasy považující toto postavení za artefakt způsobený „přitahováním“ dlouhých fylogenetických větví.

## Stavba těla
Tělo výtrusenek je velmi jednoduché, je tvořeno jednou buňkou, která obsahuje více jader (tvoří tzv. plazmodium). Výtrusenky se šíří pomocí spor, které vznikají z části mateřského plazmodia. Spory mají vícebuněčnou strukturu, obsahují jeden nebo více sporoplastů (z každého vznikne jedna amoebula – pohyblivé stadium – a z ní posléze nové plazmodium) a jeden nebo více pólových váčků. V pólovém váčku je stočené pólové vlákno, které se při útoku na hostitele vymrští a zachytí na buňce. Právě tyto pólové váčky poukazovaly na příbuznost se žahavci, neboť některé žahavé buňky mají podobnou strukturu.

## Systém
Výtrusenky mají dvě třídy: Malacosporea (hlístičky; např. Buddenbrockia plumatellae, Tetracapsuloides bryosalmonae) a Myxosporea (např. Lentospora cerebralis, Myxobolus cyprini). Dříve byla rozlišována ještě třída Actinosporea (červomorky), ale zjistilo se, že zástupci byli pouze vývojovým stadiem Myxosporea.[zdroj?]